# 메이저 레이저
메이저 레이저(Major Lazer)는 미국의 일렉트로닉 프로젝트 그룹이다. 미국의 디제이 디플로와 잉글랜드의 DJ 겸 프로듀서인 스위치(Switch)가 만들었다.

## 음반 목록

### 정규 앨범
- Guns Don't Kill People... Lazers Do (2009)
- Free the Universe (2013)
- Peace Is the Mission (2015)
- Music is the Weapon (2017)

### EP
- Lazers Never Die (2010)
- Original Don (2011)
- Apocalypse Soon (2014)